# Сандерс, Ричард
Ричард Джозеф «Рич» Сандерс (англ. Richard Joseph "Rich" Sanders; 20 января 1945, Лейквью, Орегон, США — 18 октября 1972, Скопье, Югославия) — американский борец вольного стиля, двукратный серебряный призёр Олимпийских игр, чемпион мира. Первый борец из США — обладатель титула чемпиона мира по борьбе.

## Биография
Начал заниматься борьбой в школе. Во время обучения в старших классах Lincoln High School в Портленде, трижды становился чемпионом штата среди юношей. Во время обучения в школе его рекорд был 80-1. По окончании школы в восемнадцатилетнем возрасте в 1963 году был вызван в тренировочный лагерь сборной США, которая проводила подготовку к Олимпийским играм-1964.
В 1964 году начал обучение в Университете штата Орегон в Портленде, и за время обучения стал четырёхкратным чемпионом страны среди студентов (по версии NCAA), дважды на уровне колледжа и дважды на университетском уровне. За время обучения в университете его рекорд составил 103-2. В 1965 году стал чемпионом США, и в дальнейшем завоевал этот титул ещё четырежды. В 1967 году в полуфинале чемпионата США Сандерс со счётом 6—0 победил Дэна Гейбла.
В 1966 году завоевал бронзовую медаль чемпионата мира. В 1967 году стал победителем Панамериканских игр, а на чемпионате мира поднялся ещё на одну ступеньку, став серебряным призёром.
Пройдя отборочные соревнования, попал в олимпийскую сборную на игры 1968 года, где выступал в соревнованиях по вольной борьбе в наилегчайшем весе, и сумел завоевать серебряную медаль, при этом во всех встречах до финала он одержал быстрые и чистые победы.
В 1969 году стал чемпионом мира в наилегчайшем весе.
На Олимпийских играх 1972 года выступал в соревнованиях уже в легчайшем весе, и снова завоевал серебряную медаль игр.
Через полтора месяца после Олимпийских игр, во время путешествия автостопом в Грецию, погиб в автомобильной аварии в Скопье (ныне Македония), когда Land Rover, в котором он ехал, столкнулся в лоб с автобусом. Похоронен на кладбище Forrester Cemetery Игл-Крик, Орегон.
Его тренер Ховард Вескотт после получения известия о смерти Сандерса сказал, что «Рич был невероятным борцом и спортсменом. Он был одним из самых великих инноваторов в спорте. Он разрабатывал приёмы, которые до него никто не делал». Другой его тренер, Роберт Дуглас говорил, что «Сандерс отличался фантастическим чувством равновесия, ничто не могло лишить его ориентировки в пространстве. Если вам удавалось захватить его ногу и поднять её выше вашей же головы, вам это не давало абсолютно никаких преимуществ над Риком. Ему, чтобы чувствовать под собой землю, вполне хватало одной ноги. Иногда у меня мелькала мысль, что он и без второй ноги мог бы обойтись, его сам воздух держал бы. Он мог не провести ни единой атаки, позволял сопернику захватывать любую часть его тела и только умелыми защитными действиями и контратаками выигрывал по 15-20 баллов».
Отмечается также, что «В отличие от многих борцов, Рич Сандерс не был фанатиком развития своей спортивной формы, но ему всё-таки удалась карьера на высшем спортивном уровне. Это было связано с его техническими навыками: он владел некоторыми лучшими приёмами, которые не делал никто из борцов в мире»
Один из его соперников, советский борец Владимир Чертков говорил, что

На первый взгляд могло показаться, что перед тобой новичок. Техника абсолютно бессистемная, неосмысленная, хаотичная, руки в одну сторону, ноги в другую… Но это только на первый взгляд. Рик прекрасно понимал, что делал. Он все продумывал, и с ним невероятно трудно было бороться. Он мгновенно контратаковал и, как правило, опережал всех. В партере он был одинаково опасен и сверху и снизу. Выходил наверх мастерски. Закрутит карусель, заплетет руки и ноги — не поймешь, где чьи? Пока разобрался — он уже на тебе. Растянутый, гибкий, чувствительный, верткий. И злой, как черт! После схватки обнимает, а до этого дышать не дает — атакует беспрерывно. Очень выносливый был…— http://stroymetr.com/gorodskaya-nedvizhimost/arenda-kvartir/amerikanskie-borcy-volnogo-stilya/
Советский тренерский штаб сказал про Сандерса: «был очень одаренным двигательно, но отличался слабой внутренней дисциплиной, поэтому часто становился жертвой своих непредвиденных эгоцентристских устремлений».
Сандерс действительно был неординарным спортсменом: так, он бросил курить лишь в апреле 1972 года, готовясь к очередным олимпийским играм. Однако он говорил, что он совсем не оправдывает курение и употребление алкоголя молодыми спортсменами: «Просто каждый человек устанавливает свои собственные нормы и живёт по ним». Сам же Сандерс носил длинные волосы и бороду («На XX Олимпиаду Сандерс приехал в какой-то немыслимой блузе, бородатый, с бусами и большим деревянным крестом на шее. „Я теперь хиппи! Это мой протест против денежных тузов!“»), злоупотреблял алкоголем (так, по его словам, если необходимо сбрасывать вес в сауне, то лучше с виски, чтоб грело и снаружи, и изнутри), устраивал скандалы с полицейскими и наслаждался, по словам Дэна Гейбла, вечеринками.
Введён в Зал славы спорта Орегона (1983) и в Национальный зал славы борьбы (1987).